# Watford City
Watford City település az Amerikai Egyesült Államok Észak-Dakota államában, McKenzie megyében, melynek megyeszékhelye is. Lakosainak száma 6207 fő (2020. április 1.).

## Népesség
A település népességének változása:

| 2010 | 1 744 |
| 2020 | 6 207 |